# Vizcondado de Ayala
El vizcondado de Ayala es un título nobiliario español, creado por carta patente de 28 de septiembre de 1852 confirmada el 31 de julio de 1865 por la reina Isabel II, a favor de Juan Manuel González de la Pezuela y Ceballos, I marqués de la Pezuela en 1852, I conde de Cheste grande de España en 1864, gobernador de Puerto Rico, capitán general de los Ejércitos, político, escritor y poeta español, hijo del teniente general Joaquín González de la Pezuela Griñán y Sánchez de Aragón Muñoz de Velasco, trigésimo noveno virrey del Perú y hermano menor de Manuel de la Pezuela y Ceballos, II marqués de Viluma.
Fue rehabilitado en 1930 por el rey Alfonso XIII en favor de Rafael de Ceballos-Escalera y Sola.

## Vizcondes de Ayala
|                                 | Titular                                          | Periodo                |
| Creación por Isabel II          | Creación por Isabel II                           | Creación por Isabel II |
| ------------------------------- | ------------------------------------------------ | ---------------------- |
| I                               | Juan de la Pezuela                               | 1852/1865-             |
| II                              | Gonzalo de la Pezuela y Ayala                    | -1900                  |
| III                             | Francisco Javier de la Pezuela y Roget           | 1900-1905              |
| Rehabilitación por Alfonso XIII |                                                  |                        |
| IV                              | Rafael de Ceballos-Escalera y Meléndes de Ayones | 1930-1932              |
| V                               | Julia de Ceballos-Escalera y Sola                | 1932-1965              |
| VI                              | Rafael de Ceballos-Escalera y Sola               | 1965-1980              |
| VII                             | Antonio de Ceballos-Escalera y Contreras         | 1980-2010              |
| VIII                            | Alfonso de Ceballos-Escalera y Gila              | 2010-hoy               |

## Historia de los vizcondes de Ayala
- Juan Manuel González de la Pezuela y Ceballos (Lima, 15 de mayo de 1809-Madrid, 1 de noviembre de 1906), I vizconde de Ayala, I marqués de la Pezuela, I conde de Cheste, capitán general de Cataluña.

Casó con Francisca Javiera de Ayala y Ortiz de Urbina (n. 1821). Le sucedió, por cesión, su hijo:
- Gonzalo de la Pezuela y Ayala (Madrid, 10 de enero de 1841-Liérganes, 23 de agosto de 1900), II vizconde de Ayala, teniente coronel de caballería.[1]

El 18 de marzo de 1901 le sucedió su sobrino:
- Francisco Javier de la Pezuela y Roget (Madrid, 27 de agosto de 1872-Segovia, 2 de octubre de 1905), III vizconde de Ayala. Era hijo de Lucas Rafael de la Pezuela y Ayala, II marqués de la Pezuela y II conde de Cheste, y de su esposa Francisca de Roget y Pujadas.

El 17 de diciembre de 1930, por rehabilitación, le sucedió:
- Rafael de Ceballos-Escalera y Meléndez de Ayones (Madrid, 2 de mayo de 1859-Madrid, 24 de octubre de 1932), IV vizconde de Ayala, II marqués de Miranda de Ebro, IV marqués de la Pezuela.

Casó el 2 de febrero de 1894, en Madrid, con Blanca Álvarez de Sola y Gargollo (1873-1963), hija del célebre arquitecto y político Lorenzo Álvarez Capra. El 13 de febrero de 1931 le sucedió, por cesión, su hija más nueva:
- Julia de Ceballos-Escalera y Álvarez-Sola (m. 1965), V vizcondesa de Ayala.[2]

Soltera, sin descendientes. El 15 de octubre de 1964 se mandó expedir carta de sucesión en favor de su hermano (BOE del día 23):
- Rafael de Ceballos-Escalera y Sola (Madrid, 30 de octubre de 1894-Madrid, 25 de febrero de 1980), VI vizconde de Ayala, III marqués de Miranda del Ebro, coronel de artillería, placa de la Real y Militar Orden de San Hermenegildo y varias otras cruces de guerra por combatir en las campañas de África y en la Guerra Civil Española.[4]

Casó el 14 de abril de 1918, en la catedral de Segovia, con Angelina de Contreras y López de Ayala (1897-1971), hija de Luis de Contreras Girón y Thomé, VII marqués de Lozoya, y su esposa Ramona López de Ayala y del Hierro, dama noble de la Orden de María Luisa. El 5 de febrero de 1965 le sucedió, por distribución, su hijo:
- Antonio de Ceballos-Escalera y Contreras (b. Madrid, 6 de noviembre de 1923-Madrid, 27 de octubre de 2010), VII vizconde de Ayala, doctor en derecho y profesor universistario de la Universidad Complutense de Madrid, abogado de los Ilustres Colegios de Madrid y de Vitoria, académico correspondiente de la Real Academia de Jurisprudencia y Legislación, teniente de infantería, Cruz de Honor de la Orden de San Raimundo de Peñafort, caballero profeso de la Orden de Montesa, maestrante de Castilla y de la Junta de Nobles Linajes de Segovia.[4]

Casó el 9 de abril de 1956, en la catedral de Segovia, con María Elena Gila González (1933-2008), diplomada en Farmacia y en Ciencias Biológicas, dama maestrante de Castilla y de la Junta de Nobles Linajes de Segovia, que era hija de Alfonso Gila y Sancho y su esposa Carolina González y Arrizabalaga. El 3 de marzo de 2011, previa orden del 27 de enero del mismo año para que se expida la correspondiente carta de sucesión (BOE del 16 de febrero), le sucedió su hijo primogénito:
- Alfonso de Ceballos-Escalera y Gila (n. Madrid, 4 de marzo de 1957), VIII vizconde de Ayala, III marqués de la Floresta, vizconde de la Floresta y barón de Oronés y Saint Just, duque de Ostuni en Nápoles.[6]

Casó en primeras nupcias el 15 de octubre de 1983, en la catedral de Segovia, con Ana Belén Moyano y Vital (n. 1960), funcionaria del Ministerio de Defensa, Cruz de la Orden del Mérito Militar etc., hija del general Ignacio Moyano Aboín y su esposa Ana María Vital Delgado. El matrimonio fue disuelto por sentencia de divorcio en diciembre de 1996.
Casó en segundas nupcias el 26 de enero de 2001, en el Real Sitio de San Ildefonso (Segovia), con María Jofre y Gómez (n. 1869), licenciada en Bellas Artes, hija del ingeniero industrial Ramiro Jofre y Pardo y su esposa María de los Ángeles Gómez y Sobrino. El matrimonio fue disuelto por sentencia de divorcio en abril de 2011.